# Seleção Venezuelana de Futsal Masculino
A Seleção Venezuelana de Futsal representa a Venezuela em competições internacionais de futsal.

## Melhores Classificações
- Copa do Mundo de Futsal da FIFA - Se classificou pela edição de 2024.
- Copa América de Futsal - 3º lugar em 2024